# Jô Oliveira
Josimar Fernandes de Oliveira, mais conhecido como Jô Oliveira, (Ilha de Itamaracá, 25 de março de 1944) é um desenhista e quadrinista, formado em Comunicação Social pela Escola Superior de Artes Industriais, na Hungria. 
Jô Oliveira publicou quadrinhos no Brasil, na Itália, na Grécia e na Argentina, entre outros países. Influenciado pela literatura de cordel, seu estilo de desenho se assemelha a técnica de xilogravura presente nos folhetos de cordel, os mamulengos, a arte de Mestre Vitalino e o São João de Caruaru.

## Biografia
Nascido em Ilha de Itamaracá, Pernambuco no ano de 1944, morou em outros estados do país, vivendo sua infância em Campina Grande, Paraíba, aos 14 anos, já morando no Mato Grosso do Sul, descobriu a Escola de Belas Artes da Universidade Federal do Rio de Janeiro, aos 20 anos de idade, mudou-se para o Rio de Janeiro para estudar na instituição, teve uma curta experiência como animador, atuando no grupo Fotograma, formado por alunos da Escola de Belas Artes, lançando em 1968, os filmes de animação "O Saci" e "A Pantera Negra". Recebe "menção honrosa" no festival JB-Mesbla Ainda com interesse em animação, procurou embaixadas para conseguir uma bolsa de estudos no exterior, mudou se para Hungria com o objetivo de estudar artes gráficas, onde estudou por seis anos (1969-1975).
Na Hungria, esboçou a ideia de produzir uma animação sobre o folclore brasileiro, criando um storyboard, em 1973, visitou o "Festival
Internacional de Quadrinhos de Lucca", na Itália, lá conheceu editores italianos, que sugeriram que transformasse o storyboard do projeto de animação em uma história em quadrinhos.
Em 1975, publicou na revista em quadrinhos italiana alterlinus, a história La guerra del regno divino abordando o cangaço, ao voltar ao Brasil, no mesmo ano, se muda para Brasília, no ano seguinte, publicou o álbum A Guerra do Reino Divino pela Codecri, editora do periódico O Pasquim, seu contato com a editora foi o quadrinista Ziraldo, que ele tinha conhecido em 1973, no mesmo Festival de Quadrinhos. Em 1977, publica uma história sobre Zumbi dos Palmares no "Livrão dos Quadrinhos", publicado pela Editora Versus. Em 1979, inspirou o enredo de Carnaval da escola de samba Lins Imperial, que garantiu o segundo lugar para a escola, no mesmo ano, Jô Oliveira publicou na Itália outra história de temática nordestina, L'uomo di Canudos, sobre a Guerra de Canudos na série Un homme une aventure da editora Cepim (atual Sergio Bonelli Editore).
Dentre suas obras, destaca-se Hans Staden - um aventureiro no novo mundo, publicada originalmente em capítulos na revista italiana Corto Maltese em 1989 e lançada no Brasil pela editora Conrad em 2005. Ainda em 2005, a editora Dimensão publicou O grande pecado de Lampião e sua terrível peleja para entrar no céu de Joel Rufino dos Santos com ilustrações de Jô Oliveira.
No Brasil, ele é mais conhecido por ter ilustrado diversos selos dos Correios e por ilustrações de livros didáticos e infantojuvenis, dos quais se destaque uma versão de Alice no País das Maravilhas, de Lewis Carroll. Também ilustrou cordéis, como Dom Quixote em Cordel de J. Borges e A Peleja de Chapeuzinho Vermelho com o Lobo Mau e O Coelho e o Jabuti de Arievaldo Viana, além de uma versão de O Romance do Pavão Misterioso de José Camelo de Melo Rezende e João Melchíades Ferreira da Silva, escrita por Arievaldo Viana.
Em 2004 foi premiado com o Troféu HQ Mix como Grande Mestre. Em 2009, participou do álbum MSP 50 – Mauricio de Sousa por 50 artistas publicado pela Panini Comics.
Para a Editora Cortez adaptou para quadrinhos As Amazonas - a Conquista do Rio-mar Pelo Capitao Francisco de Orellana Segundo Frei Gaspar de Carvajal, publicada em 2010, no mesmo ano, foi publicado o álbum de quadrinhos, História do Navegador João de Calais e de Sua Amada Constança, desenhado por ele e roteirizado por Arievaldo Viana.

Em 2014, para a editora ilustrou Amarilys , Rei Lear em cordel com textos de Marco Haurélio, a publicação foi lançada em homenagem aos 450 anos do nascimento do dramaturgo inglês William Shakespeare. Em outubro de 2018, teve uma HQ publicada na segunda edição da revista Plaf.